# Joaquín Lizarraga
Joaquín Lizarraga Iragui (Elcano, Navarra,17 de septiembre de 1748-1835) fue un jesuita y escritor en euskera, además de apologista y seguidor de Manuel de Larramendi. El interés principal de su obra reside en estar escrita en el dialecto alto navarro meridional del euskera, que hoy en día ha desaparecido, con lo que es un testimonio excepcional para los filólogos.
Ingresó en Compañía de Jesús en 1767 y estudió en Villagarcía de Campos (Valladolid). Muchas de sus obras no fueron publicadas, pero las que sí lo fueron (algunas tras su muerte) constituyen un legado insustituible, ya que Joaquín Lizarraga nació y vivió en lugares donde la lengua vasca se ha perdido en la actualidad. Algunas de sus obras son:
- ‘Placticac Urteco o Itzalditan’ (1846, en dialecto guipuzcoano acondicionado)
- ‘Jesús, Gutitacoac batzuc, el Señor Jesús celebratus amoreac y favoreac’ (1868)
- ‘Evangelio de Jesús Cristo jaunec dacarren cocido Sandu’ (1868).

Estos dos últimos libros fueron publicados por el príncipe Luis Luciano Bonaparte en Londres a finales del siglo XIX. 
La mayoría de sus trabajos fueron escritos bajo los auspicios de la Academia. Su vida y obra fueron analizadas en profundidad a mediados de los años setenta del siglo XX y fue en esas fechas cuando se descubrió su verdadera importancia.
- Datos: Q4856112